# マウンティング (人間関係)
マウンティングとは、人間同士の会話で相手よりも優位だと示そうとする言動や態度。マウントを取る。霊長類が社会的順位を確認するための交尾の体勢であるマウンティングから転じた意味で、漫画家の瀧波ユカリが2013年に紹介し、エッセイストの犬山紙子との2014年の共著により広まった。当初の定義としては女性同士での上から目線の助言などだが、はっきりとした地位や資産、学歴やキャリア、魅力のような、とりわけ露骨なアピールは、不安などからくる問題行動だとして論じられることが多い。

## 意味と展開
このマウンティングという言葉が広く知られるようになったのは、漫画家の瀧波ユカリとエッセイストの犬山紙子による2014年2月発売の『女は笑顔で殴り合う - マウンティング女子の実態』だと言われ、2014年4月以降に検索回数が増加している。瀧波と犬山はこの著作内で、霊長類のサルがほかのサルに対して、交尾の体勢をとって序列を示すことをマウンティングと呼ぶことから、人間同士での優位性の誇示にこの言葉を転用した。前年の2013年に犬山が出版した『嫌われ女子50』の中で、瀧波が「マウンティング」という言葉を使ったという。『嫌われ女子50』を読んだジャーナリストである白川桃子は、彼女の2013年の著書『格付けしあう女たち』でこのマウンティングという言葉を紹介している。
マウンティングとは親密な雰囲気で自分の優位性を誇示する態度とし、匂わせるような自慢や、規範を暗に示す緩い指摘、親身そうだが上から目線の助言などを挙げた。
マウンティングの語源の意味である、霊長類がサル山で行う序列の確認行為という意味であれば、会社の組織に当てはめれば序列があるのでそのまま使えてしまう。このように序列の上下関係を理由に起こる攻撃はパワーハラスメント（略:パワハラ）と呼ばれているが、マウンティング女子として最初に提起されたのは、どちらが優位かはっきりしない間柄で、はっきりしない価値観の上で起こっている会話である。例えば、一人は「仕事で海外出張とか、やりたいようにできていいな。私は子育てで忙しくて。ランチで息抜きくらいしか」、もう一人は「そんなことなくて本当忙しくてバタバタ。ゆっくり何も考えずにランチしたいな」と応える。一方は、子持ちでゆっくりランチができる余裕があり、もう一方は、家庭に縛られず海外にも行っているが忙しい、つまり簡単には優劣がつけ難い。
『女は笑顔で殴り合う』では、マウンティングを続けたときの悲惨な体験談や、マウンティングの回避法が語られている。
マウンティングは問題行動として提起され、女性以外にも用法が広がり、「マウンティングおじさん」といった使い方もされるようになった。人から嫌われないために上から目線のマウンティングをやめたほうがいいと雑誌記事も書かれるようになり、題名の一例は「嫌われてるぞ！その上から目線 マウンティングをやめなさい 老後ぼっち老人クライシス回避策」。とりわけ露骨なアピールに対し、不安などからくる問題行動として論じられることも増えた。
英語でこの日本語のマウンティングに相当する言葉は、Condescending attitude（見下す行為）やArrogant（傲慢）、One-upmanship（優越感の誇示）。

### 分類
お茶の水女子大学大学心理臨床相談センターの森裕子と石丸径一郎は、瀧波と犬山の提起を受けて書籍やテレビドラマ中の女性同士のマウンティングを調査した。男性を除外した理由は、上下関係がシンプルですぐに決着がつくか、そのものが起こらないため。以下の3要素は簡単に優劣を比較できずに絡み合い、女性同士で連綿と優劣の競い合いが起こるとした。例えば、女性としての魅力によって男性に依存している部分は、独立して生きることと相反する。
- 伝統的な地位・能力（主婦や母親に代表される貞淑さや家族の存在を上位とする概念）
- 人間としての地位・能力（キャリアウーマンに代表される仕事や学歴を上位とする概念。人間性や経済力も含まれる）
- 女性としての性的魅力（女性性という尺度とは別の性的なアピール＝美しさやファッションセンス、若さを上位概念とする概念。モテた経験、交際男性のセンスなども含む）

## 動機とその解決法
『女は笑顔で殴り合う』では「ノーマウンティング」として、マウンティングのない話が登場するが、自分の生き方に不満がないので相手を否定する必要がないと説明している。これは相手を素直に褒めているケース。また『嫌われ女子50』では、取るに足らないどうでもいい話を、マウンティングすることなく単にすることができるのが社交術だとして締めくくっている。かりんとうを話題にするお婆さんたちが、かりんとうの銘柄などに言及することなく、単に話題を膨らませていた例を挙げている。
心理学者のマーク・トラバースは、マウンティングの根底には不安からの承認欲求があり、マウンティングの結果、人間関係の緊張や不信が生まれ、相互尊重が損なわれ、人間関係の不和が生まれるとする。マウンティングを駆り立てるひとつの原因は劣等感であり、自慢、相手を見下す、常に承認を求めるといった習慣的な行動となってしまうが、価値を低くとられたと感じた相手が、怒ったり、距離を取ることにつながることがある。（『人を動かす』といったベストセラーの著書では、人を褒め認めることで人間関係を構築していくが、マウンティングは反対の行動となってしまう）
自分がマウンティングをしてしまって困っている場合には、劣等感への対処法としてありのままの自分を受け入れる必要がある（自己受容）。

## 対処法
マウンティングされた者はストレスを感じる。一方で、聞き手の方に劣等感があり、日常的な些細な会話やSNS投稿から、過剰に「マウンティングだ」と反応してしまうこともある。自分がある話題をマウンティングとして捉えてしまう場合には、社会的な評価基準と距離をとったり、話題を変えたりすることもできる。